# Ханадзима, Синскэ
Ханадзима Синскэ (яп. 花島しんすけ, род. 11 сентября 1988, Фукуока) — японский композитор. Выпускник магистратуры Токийского университета искусств, факультета музыки 2011 года. Бывший участник Shibusashirazu Orchestra, лауреат премии «Новый артист» в Japan Record Awards в 2010 году, автор сборников рассказов «Summer Narrations» и «Comings of Heck», выпущенные в 2006 и 2009 годах соответственно и получившие положительные отзывы как от критиков, так и от читателей. После учебы устроился сессионным музыкантом в родном городе Фукуока, префектура Фукуока. Принимал участие в написании музыкального сопровождения к аниме JoJo’s Bizarre Adventures: Diamond is Unbreakable.

## История
Родился в префектуре Фукуока, Япония, в семье потомственных музыкантов. Мать умерла при родах, поэтому Шинске воспитывался только отцом,, который тоже является композитором. Окончил фукуокскую школу, после чего уехал на учебу в Токийский университет искусств, где закончил бакалавриат и магистратуру на факультете музыки. Проучился с 2005 по 2011 года.
В университетские годы уже участвовал в симфоническом оркестре, параллельно с этим писал циклы рассказов, совмещающие в себе восточную философию и эстетику и критику современного общества в виде камерных, отделенных друг от друга историй про недалекое будущее, как правило, представляющее собой киберпанк.
В 2010 году опубликовал собственные композиции симфонической музыки, которые удостоились премии в Japan Record Awards.
После университета вернулся домой и устроился сессионным музыкантом в местном кафе, но спустя несколько лет был привлечен для работы с музыкальным сопровождением к лайв-экшенам и аниме, вместе с Канно Юго и еще несколькими людьми работал на саундтреком к JoJo’s Bizarre Adventures: Diamond is Unbreakable.